# Giovanni Battista Lampugnani
Pour l’article homonyme, voir Agostino Lampugnani.
Giovanni Battista Lampugnani (né aux environs de 1708 à Milan – mort le 2 juin 1788 dans la même ville) est un compositeur et claveciniste italien du XVIIIe siècle.

## Œuvres
Opéras
- Semiramide (1741)
- Rossane, Tigrane (1747)
- Artaserse, Siroe (1755)
- L'amor contadino (1760)

## Source
- (it) Cet article est partiellement ou en totalité issu de l’article de Wikipédia en italien intitulé « Giovanni Battista Lampugnani » (voir la liste des auteurs).